# Evolução como fato e teoria
Muitos cientistas e filósofos da ciência têm descrito a evolução como fa(c)to e teoria, uma frase que foi usada como título de um artigo pelo paleontólogo Stephen Jay Gould, em 1981. Ele descreve o fatoPB/factoPE na ciência como o significado dos dados, não a certeza absoluta, mas "confirmado a tal ponto que seria perverso reter o consentimento provisório". Uma teoria científica é uma explicação bem fundamentada de tais fatos. Os fatos da evolução provêm de evidências observacionais de processos atuais, a partir de imperfeições em organismos que registram uma história de descendência comum, e a partir de transições nos registros fósseis. As teorias evolutivas fornecem uma explicação provisória para esses fatos.
Cada uma das palavras "evolução", "fato" e a "teoria" tem vários significados em diferentes contextos. Evolução significa mudança ao longo do tempo, como na evolução estelar. Em biologia, refere-se às mudanças observadas nos organismos, à sua descendência de um ancestral comum e, a nível técnico, a uma mudança na frequência de genes ao longo do tempo; também pode se referir a teorias explicativas (tais como a teoria da seleção natural de Charles Darwin), que explicam os mecanismos da evolução. Para um cientista, o fato pode descrever uma observação repetitiva de que todos podem concordar; pode se referir a algo que está tão bem estabelecido que ninguém em uma comunidade discorda dele, e também pode se referir à veracidade ou falsidade de uma proposição. Para o público, a teoria pode significar uma opinião ou uma conjectura (por exemplo, "é só uma teoria"), mas entre os cientistas tem uma conotação muito mais forte de "explicação bem fundamentada". Com esta variedade de opções, as pessoas muitas vezes podem falar umas pelas outras, e os significados tornarem-se objeto de análise linguística.
A evidências da evolução continuam a ser acumuladas e testadas. A literatura científica inclui declarações de cientistas como biólogos evolucionistas e filósofos da ciência que demonstram algumas das diferentes perspectivas sobre a evolução como fato e teoria.

## Evolução, fato e teoria
A evolução tem sido descrito como "fato e teoria"; "fato, não é teoria"; "só uma teoria, não um fato"; "várias teorias, não fato"; e "nem fato, nem teoria". As divergências entre essas declarações, no entanto, tem mais a ver com o significado das palavras do que as questões substanciais e esta controvérsia é discutida abaixo.

### Evolução
O professor de biologia Jerry Coyne , resume a evolução biológica de forma sucinta:
A vida na Terra evoluiu gradualmente, começando com uma espécie primitiva - talvez uma molécula auto-replicante - que viveu há mais de 3,5 bilhões de anos; então, se ramificou ao longo do tempo, jogando fora de muitas novas e diversas espécies; e o mecanismo para a maioria (mas não todos) da evolução é a seleção natural.
Isso mostra a amplitude e o alcance da questão, incorporando os campos científicos de zoologia, botânica, genética, geologiae paleontologia, entre muitos outros.
Mas o núcleo central da evolução é geralmente definido mudanças na característica ou freqüência de genes em uma população de organismos de uma geração para a seguinte. Isso foi apelidado de definição genética padrão de evolução. A seleção Natural é apenas um dos vários mecanismos na teoria da evolução, que explica como os organismos se adaptaram historicamente a ambientes em mudança. Os princípios da hereditariedade foram re-descoberto em 1900, após a morte de Darwin, nas pesquisas de Gregor Mendel sobre a herança de variações de características simples nas ervilhas. Os trabalhos posteriores em genética, mutação, paleontologia e biologia do desenvolvimento expandiram a aplicabilidade e o alcance da teoria original de Darwin.
De acordo com Douglas J. Futuyma:
A evolução biológica pode ser leve ou substancial; ela engloba tudo, desde pequenas alterações na proporção dos diferentes alelos dentro de uma população (como aqueles que determinam os tipos de sangue) até as sucessivas alterações que levaram desde os primeiros proto-organismo aos caracóis, abelhas, girafas, e dente-de-leão.
A palavra evolução em um sentido amplo, refere-se a processos de mudança, desde a evolução estelar até alterações na linguagem. Em biologia, o significado é mais específico: mudanças hereditárias que se acumulam ao longo das gerações de uma população. Os organismos individuais não evoluem em suas vidas, mas as variações nos genes, eles herdam podem se tornar mais ou menos comuns na população de organismos. Quaisquer mudanças durante a vida de organismos que não são herdadas por seus descendentes não fazem parte da evolução biológica.
Para Keith Stewart Thomson, a palavra evolução tem pelo menos três significados distintos:
1. O sentido geral de mudança ao longo do tempo.
2. Todas as formas de vida têm descendentes com modificações de antepassados em um processo de descendência comum.
3. As causas ou os mecanismos destes processos de mudança, que são analisados e explicados pelas teorias evolutivas.

Thomson faz observações: "Mudar ao longo do tempo é um fato, e a descendência de ancestrais comuns é baseada em lógicas tão incontestáveis que agimos como se fosse um fato. A seleção Natural fornece o esboço de uma teoria explicativa."
Os biólogos consideram que é um fato científico de que a evolução ocorreu, em que organismos modernos diferem das formas antigas e a evolução ainda está ocorrendo com diferenças discerníveis entre os organismos e seus descendentes. Existe um apoio quantitativo tão forte de evidências para o segundo, que os cientistas consideram a descendência comum como sendo tão factual quanto o entendimento de que, no Sistema Solar, a Terra orbita o Sol, embora a análise dos fundamentos desses processos ainda estejam em andamento. Existem várias teorias sobre os mecanismos de evolução, e ainda existem debates ativos sobre os mecanismos específicos.
Há um quarto significado para a palavra evolução que hoje não é usado pelos biólogos. Em 1857, o filósofo Herbert Spencer, definiu-a como "alteração do homogêneo para o heterogêneo." Ele afirmou (antes de Darwin) que isso foi "resolvido além da disputa" para a evolução orgânica e aplicou-a para a evolução dos sistemas estelares, da geologia e da sociedade humana. Mesmo Spencer em 1865, estava admitindo que sua definição era imperfeita, mas manteve-se popular em todo o século XIX, antes de declinar sob as críticas de William James e outros.

### Fato
Fato é muitas vezes utilizado pelos cientistas para se referir a dados experimentais, empíricos ou objetivos verificáveis nas observações. "Fato" também é usado em um sentido mais amplo para significar qualquer teoria, para a qual existam evidências esmagadoras.
Um fato é uma hipótese que está tão firmemente apoiada por evidências de que assumimos e agimos como se fosse verdade. —Douglas J. Futuyma.
No sentido de que a evolução é esmagadoramente validada pelas evidências, é um fato. É frequentemente dito ser um fato, da mesma forma como a translação da Terra ao redor do Sol é um fato.  A seguinte citação do artigo de Hermann Joseph Muller, "Cem Anos Sem o Darwinismo São o Suficiente", explica o ponto.
Não há nenhuma linha nítida entre a especulação, hipótese, teoria, princípio e fato, mas apenas uma diferença ao longo de uma escala, no grau de probabilidade da ideia. Quando dizemos que uma coisa é um fato, então, só podemos dizer que sua probabilidade é extremamente alta: tão alta que não estamos preocupados com a dúvida e estamos prontos para agir de acordo. Agora, no presente, o uso do termo fato, o único adequado, a evolução é um fato.
A Academia Nacional de Ciências (EUA), faz uma observação semelhante:
Cientistas costumam usar a palavra "fato" para descrever uma observação. Mas os cientistas também podem usar o fato para significar algo que já foi testado ou observado tantas vezes que não há mais uma razão convincente para continuar testando ou procurando exemplos. A ocorrência de evolução, neste sentido, é um fato. Os cientistas já não se questionam se a descendência com modificação ocorreu porque as evidências que sustentam a ideia são bastante fortes.
Stephen Jay Gould também ressalta que "Darwin enfatizou continuamente a diferença entre suas duas grandes e separadas realizações: estabelecer o fato da evolução e propor uma teoria - seleção natural - para explicar o mecanismo da evolução." Estes dois aspectos são frequentemente confundidos. Os cientistas continuam a argumentar sobre determinado explicações ou mecanismos de trabalho em instâncias específicas de uma evolução, mas o fato de que a evolução ocorreu, e ainda ocorre, é indiscutível.
Um equívoco comum é que "a evolução não pode ser observada de forma confiável", pois tudo aconteceu há milhões de anos e a ciência, portanto, não depende de fatos (no sentido inicial acima). No entanto, tanto Darwin como  Alfred Russel Wallace, os co-fundadores da teoria, e todos os subsequentes biólogos, dependem principalmente de observações dos organismos vivos; Darwin concentrou-se principalmente na criação dos animais domesticados, enquanto Wallace iniciou a partir da distribuição biogeográfica de espécies na Amazônia e no Arquipélago Malaio. No início do século XX, a genética de populações havia o centro do palco, e, mais recentemente, o DNA tornou-se o principal foco de observação e experimentação.
Os filósofos da ciência argumentam que não conhecemos verdades empíricas independentes da mente com absoluta certeza: mesmo as observações diretas podem ser "teorias carregadas" e dependem de pressupostos sobre os nossos sentidos e os instrumentos de medição utilizados. Neste sentido, todos os fatos são provisórios.

### Teoria
A definição científica da palavra "teoria" é diferente da definição da palavra no uso da linguagem coloquial. No vernáculo, "teoria" pode referir-se a adivinhações, simples conjecturas, a uma opinião, ou uma especulação que não precisa se basear em fatos e não precisa fazer predições testáveis para se enquadrar.
Em ciência, no entanto, o significado de teoria é mais rigoroso. Uma teoria científica é "uma explicação bem fundamentada de algum aspecto do mundo natural que pode incorporar fatos, leis, inferências e hipóteses testadas." Teorias são formadas a partir de hipóteses que foram submetidas repetidamente a testes de evidências que tentam refuta-las ou falsea-las. No caso da evolução através da seleção natural, Darwin concebeu a hipótese em torno de 1839, e fez um primeiro esboço do conceito três anos mais tarde, em 1842. Ele discutiu isso amplamente com muitos de seus companheiros intelectuais e realizou pesquisas adicionais em segundo plano para seus outros escritos e trabalhos. Após anos de desenvolvimento, ele finalmente publicou a sua teoria e suas evidências no Origem das Espécies em 1859.
A "teoria da evolução" é, na verdade, uma rede de teorias que criou o programa de pesquisa de biologia. Darwin, por exemplo, propôs cinco diferentes teorias em sua formulação original, que incluiu explicações mecanicistas para:
1. Anagênese;
2. Gradualismo;
3. Especiação;
4. Seleção natural;
5. Origem comum.[22]

Desde os tempos de Darwin, a evolução tornou-se um corpo bem suportado de instruções interligadas que explicam as numerosas observações empíricas no mundo natural. As teorias evolucionistas continuam a gerar predições testáveis e explicações sobre organismos vivos e fossilizados.
A teoria filogenética é um exemplo da teoria da evolução. Baseia-se na premissa evolutiva de uma sequência descendente de genes, populações ou espécies ancestrais. Os indivíduos que evoluem estão ligados entre si através laços históricos e genealógicos. Árvores filogenéticas são hipóteses que são inferidas através da prática da teoria filogenética. Elas retratam as relações entre os indivíduos que podem se especiar e divergir uns dos outros. O processo evolutivo de especiação cria grupos que estão ligados por monofilia. As espécies herdam características, que são então transmitidas para os descendentes. Biólogos evolucionistas utilizam métodos sistemáticos e avaliam a teoria filogenética para observar e explicar as mudanças nas espécies ao longo do tempo. Estes métodos incluem a coleta, medição, observação e mapeamento de características para as árvores evolutivas. A teoria filogenética é usada para testar as distribuições independentes de características e suas diferentes formas para fornecer explicações dos padrões observados em relação à sua história evolutiva e biologia. A teoria neutralista da evolução é usada para estudar a evolução como um modelo nulo contra o qual os testes de seleção natural possam ser aplicados.

## A evolução como teoria e fato na literatura
As seções a seguir fornecem referências citáveis específicas de biólogos evolucionistas e filósofos da ciência demonstrando algumas das diferentes perspectivas sobre a evolução como fato e teoria.

### A evolução como fato
- George Gaylord Simpson zoólogo americano e paleontólogo, declarou que "Darwin... finalmente e definitivamente estabelecida a evolução como um fato".[27]
- Hermann Joseph Muller escreveu: "Tão enorme, ramificante e consistente, a evidência da evolução tornou-se que, se alguém pudesse agora refuta-la, eu deveria ter a minha concepção da ordem do universo tão abalada que levaria a duvidar até mesmo da minha própria existência. Se quiser, então, vou conceder-lhe que, em um sentido absoluto evolução não é um fato, ou melhor, não é mais um fato de que você está ouvindo ou lendo estas palavras".[17]
- Kenneth R. Miller escreve, "a evolução é tanto um fato como qualquer coisa que conhecemos na ciência".[28]
- Ernst Mayr observou, "A teoria básica de evolução tem sido confirmada tão completamente que os biólogos modernos consideram a evolução simplesmente um fato. De outra forma, exceto pela palavra evolução, podemos designar a sequência de faunas e floras em estratos geológicos precisamente datados? E a mudança evolutiva é simplesmente um fato, devido às alterações no conteúdo genético de geração em geração".[29]

### A evolução como fatoeteoria
"Fato" é comumente usado para se referir às mudanças observáveis nos traços dos organismos ao longo de gerações enquanto a palavra "teoria" é reservada para os mecanismos que causam essas mudanças:
- O biólogo Julian Huxley escreve em 1930, o direto do terceiro livro da ampla série The Science of Life, que lida com o registro fóssil e a evidência de estruturas de plantas e animais, O Fato Incontestável da Evolução. Ele também diz que a "Seleção Natural (...) não é uma teoria, mas um fato. Mas não é...é suficiente para dar conta de todo o espetáculo da Evolução?...Aí chegamos à questão especulativa, para as teorias." Mas ele conclui que "as amplas posições do Darwinismo re-emergem a partir de uma análise das mais exigentes classificações essencialmente inalteradas[30]." Em 1932, foi republicado o livro com uma parte, sob o título de Evolução, de Fato e Teoria.
- Stephen Jay Gould escreve, "...a evolução é uma teoria. E também um fato. E fatos e teorias são coisas diferentes, não degraus em uma hierarquia crescente de certezas. Os fatos são os dados. As teorias são as estruturas de idéias que explicam e interpretam os fatos. Os fatos não desaparecem quando os cientistas debatem teorias rivais para explicá-los. A teoria da gravitação de Einstein substituiu Newton, mas as maçãs não suspender-se no ar, enquanto aguardavam o resultado. E os seres humanos evoluíram a partir de ancestrais símios quer fizessem isso pelo mecanismo proposto por Darwin ou por algum outro, ainda a ser descoberto".[31]
- Da mesma forma, o biólogo Richard Lenski diz, "o conhecimento científico exige tanto fatos quanto teorias que possam explicar esses fatos de forma coerente. A evolução, neste contexto, é tanto um fato e uma teoria. É um fato incontestável que os organismos mudaram, ou evoluíram, ao longo da história da vida na Terra. E biólogos identificaram e investigaram os mecanismos que podem explicar os principais padrões de mudança".[32]
- O biólogo T. Gregory Ryan aponta, "os biólogos raramente fazem referência 'a teoria da evolução,' referindo-se simplesmente à 'evolução' (isto é, o fato de descendência com modificação) ou 'teoria da evolução' (isto é, o corpo de explicações cada vez mais sofisticado para o fato da evolução). A evolução é uma teoria no sentido científico apropriado significa que há tanto um fato da evolução a ser explicado quanto um quadro mecanicista bem-suportado para explicar isso".[33]

### A evolução como fato enãoteoria
Outros comentaristas – com foco nas mudanças, em espécie, ao longo de gerações e, em alguns casos ancestralidade comum – enfatizaram o peso das evidências de apoio, que a evolução é um fato, argumentando que o uso do termo "teoria" não é útil:
- Richard Lewontin, escreveu, "é hora dos estudantes do processo evolutivo, especialmente aqueles que tenham sido mal interpretado e usado pelos criacionistas, afirmar claramente que a evolução é fato, e não da teoria".[34]
- Douglas J. Futuyma escreve em Biologia Evolutiva (1998), "A afirmação de que os organismos desceram com modificações de antepassados comuns - a realidade histórica da evolução - não é uma teoria. É um fato, tão completo quanto o fato da translação terrestre sobre o sol".[6]
- Richard Dawkins diz, "Uma coisa que todos os verdadeiros cientistas acordam é o fato da própria evolução. É um fato que somos primos de gorilas, cangurus, estrelas do mar, e as bactérias. A evolução é tanto um fato como o calor do sol. Não é uma teoria, e por piedade, vamos parar de confundir ingenuamente e chama-la filosoficamente assim. A evolução é um fato".[35]
- Neil Campbell escreveu em 1990 em seu livro de biologia, "Hoje, quase todos os biólogos reconhecem que a evolução é um fato. O termo teoria não é mais apropriado, exceto quando se refere aos vários modelos que tentam explicar como a vida evolui... é importante entender que as questões atuais sobre como a vida evolui de modo algum implicam em qualquer desacordo sobre o fato da evolução".[36]

### A evolução como conjunto de teorias enão fato
O biólogo evolucionista Kirk J. Fitzhugh escreve que os cientistas deve ser cautelosos para descrever "com cuidado e correção" a natureza da investigação científica em um momento em que a biologia evolutiva está sendo atacada por criacionistas e proponentes de design inteligente. Fitzhugh escreve que, enquanto os fatos são estados de natureza, as teorias representam esforços para conectar esses estados de ser por relações causais:
"'A evolução' não pode ser uma teoria e um fato. As teorias são conceitos que estabelecem relações de causa-efeito. Independentemente da certeza da utilidade de uma teoria para prover a compreensão, seria epistemologicamente incorreto afirmar qualquer teoria como sendo também um fato, dado que as teorias não são objetos a serem discernidos pelo seu estado de existência."
Fitzhugh reconhece que o debate "teoria" versus "fato" é de semântica. No entanto, ele afirma que referir-se à evolução como um "fato" é tecnicamente incorreto e distrai-se do objetivo primário da ciência, que é adquirir continuamente o entendimento causal através da avaliação crítica de nossas teorias e hipóteses". Fitzhugh conclui que a "certeza" da evolução "não fornece base para elevar qualquer teoria ou hipótese evolutiva ao nível de fato".
O dr. William C. Robertson escrevendo para a National Science Teachers Association cita: "Ouvi muitos cientistas afirmarem que a evolução é um fato, muitas vezes em resposta à afirmação de que é apenas uma teoria. A evolução não é um fato. Ao invés de alegar, acho que cientistas seria melhor servido concordar que a evolução é uma teoria e, em seguida, proceder a explicar o que é uma teoria - uma explicação coerente que sofre testes constantes e, muitas vezes, revisão ao longo de um período de tempo".

## Relacionados com os conceitos e terminologia
O objetivo principal da biologia evolutiva é fornecer uma explicação racional para a organização extraordinariamente complexa e intrincada dos seres vivos. Para explanar significados e identificar os mecanismos que provocam a evolução e demonstrar as conseqüências de seu funcionamento. Essas conseqüências são então as leis gerais da evolução, das quais qualquer sistema ou organismo dado é um resultado particular.

Graham Bell (2008)
- A "prova" de uma teoria tem diferentes significados na ciência. A prova existe nas ciências formais, como uma prova matemática, onde expressões simbólicas podem representar conjuntos infinitos e leis científicas com definições precisas e resultados dos termos. A prova tem outros significados à medida que desce das suas raízes latinas (probare, probare, probare L.), o que significa para testar.[39][40] Nesse sentido, uma prova é uma inferência para a melhor ou a mais parcimoniosa explicação através de uma demonstração publicamente verificável (de teste) das evidências factuais (ou seja, observadas) e das evidências casuais a partir de experimentos cuidadosamente controlados. Stephen Jay Gould argumentou que a pesquisa de Darwin, por exemplo, apontou para a coordenação de tantas evidências que nenhuma outra configuração além de sua teoria poderia oferecer uma explicação causal concebível dos fatos. Desta forma, a seleção natural e a ancestralidade comum foram comprovadas.[41] "A prova clássica é a melhoria das culturas e do gado através de seleção artificial".[42] A seleção natural e outras teorias evolutivas também são representadas em várias provas matemáticas, como a Price equation. Para permanecer consistente com a filosofia da ciência, no entanto, o avanço da teoria é apenas alcançado através das descontinuidades das hipóteses.[43]
- "Modelos" Os "modelos" fazem parte do "kit de ferramentas" científico que são construídos a partir da teoria preexistente. A ciência baseada em modelos usa estruturas idealizadas ou expressões matemáticas para criar estrategicamente representações mais simples de sistemas mundiais complexos. Os modelos são projetados para se assemelhar aos aspectos relevantes das relações hipotéticas nos sistemas alvo de investigações.[44][45]
- "Validação é uma demonstração de que um modelo dentro de seu domínio de aplicabilidade possui um leque de precisão satisfatória consistente com a aplicação pretendida para o modelo[46]." Os modelos são usados na pesquisa de simulação. Por exemplo, os filogenéticos evolutivos executam simulações para modelar a árvore como processo de ramificação de Linhas ao longo do tempo. Por sua vez, isso é usado para entender a teoria da filogenética e os métodos utilizados para testar as relações entre genes, espécies ou outras unidades evolutivas.[47]

## Leitura complementar
- «'Theory' in Theory and Practice». Evolution: Education and Outreach. 1. ISSN 1936-6426. doi:10.1007/s12052-008-0056-5
- «Nothing in Biology Makes Sense Except in the Light of Evolution». The American Biology Teacher. 35. ISSN 0002-7685. doi:10.2307/4444260
- «Theory and the Fact of Evolution» (PDF). Creation/Evolution Journal. 8. ISSN 0738-6001
- National Academy of Sciences; Institute of Medicine. Science, Evolution, and Creationism. [S.l.: s.n.] ISBN 978-0-309-10586-6. LCCN 2007015904. OCLC 123539346